# Шайшунага
Шайшунага (або Шусунага) — засновник однойменної династії правителів Маґадганської імперії (північна частина сучасної Індії. Первинно був імперським службовцем за часів правління династії Хар'янта. Був зведений на трон повсталим народом. Пурани кажуть, що він призначив свого сина намісником у Варанасі, а сам правив у Гірівраджі (Раджгір). Спадкоємцем Шайшунаги на престолі став його син Калашока (Какаварна).

## Життєпис

### Ранні роки
Шайшунага був сином лічхавського правителя Вайшалі. За задумом батька мав зробити кар'єру державного службовця. На момент народного повстання він обіймав пост намісника царя Нагадасаки, останнього правителя з династії Хар'янка, у Варанасі.

### Правління
Правив приблизно від 412 до 395 року до н. е. Первинно його столиця розміщувалась у Раджгірі, а [[Ва	йшалі]] став другою царською резиденцією. Утім, згодом він переніс столицю до Вайшалі. Найбільшим досягненням Шайшунаги на престолі стало руйнування могутності династії Прадиота, правителів царства Аванті. Найбільш імовірним правителем Аванті тих часів був Авантіварадхана.

### Завоювання
Шайшунага правив практично всією територією Індії (сучасна Індія за винятком частини Тамілнаду на південь від Мадурая, Пакистан, Непал, Бутан, Афганістан і Бангладеш). 425 року до н. е. він завоював Джайпур. До 405 року до н. е. Шайшунага підкорив останню магаджанападу. Від 422 до 415 року до н. е. він анексував Сінд, Мултан, Лахор, Кабул, Герат, Чаґчаран, Анджурі, Кандагар, Карачі та Веллуру. 413 року до н. е. його володіння розширились до Кочі та Мадурая на півдні, до Шарду і Даньора — на півночі, Муршідабада, Дакхінпари й Гамрена — на сході, до Манда і Герата на заході.